# Figure 8 (montagnes russes)
Pour les articles homonymes, voir Figure 8.
Un parcours de montagnes russes en figure 8, aussi appelé grand huit, grand 8 ou figure 8, est un type de tracé de montagnes russes. Les trains circulent sur une voie qui, comme son nom l’indique, reprend la forme d’un 8. 
Si de nombreuses montagnes russes présentent ce type de tracé, le terme « grand huit » est souvent utilisé par abus de langage, et donc à mauvais escient, pour désigner les montagnes russes dans leur ensemble. 

## Historique

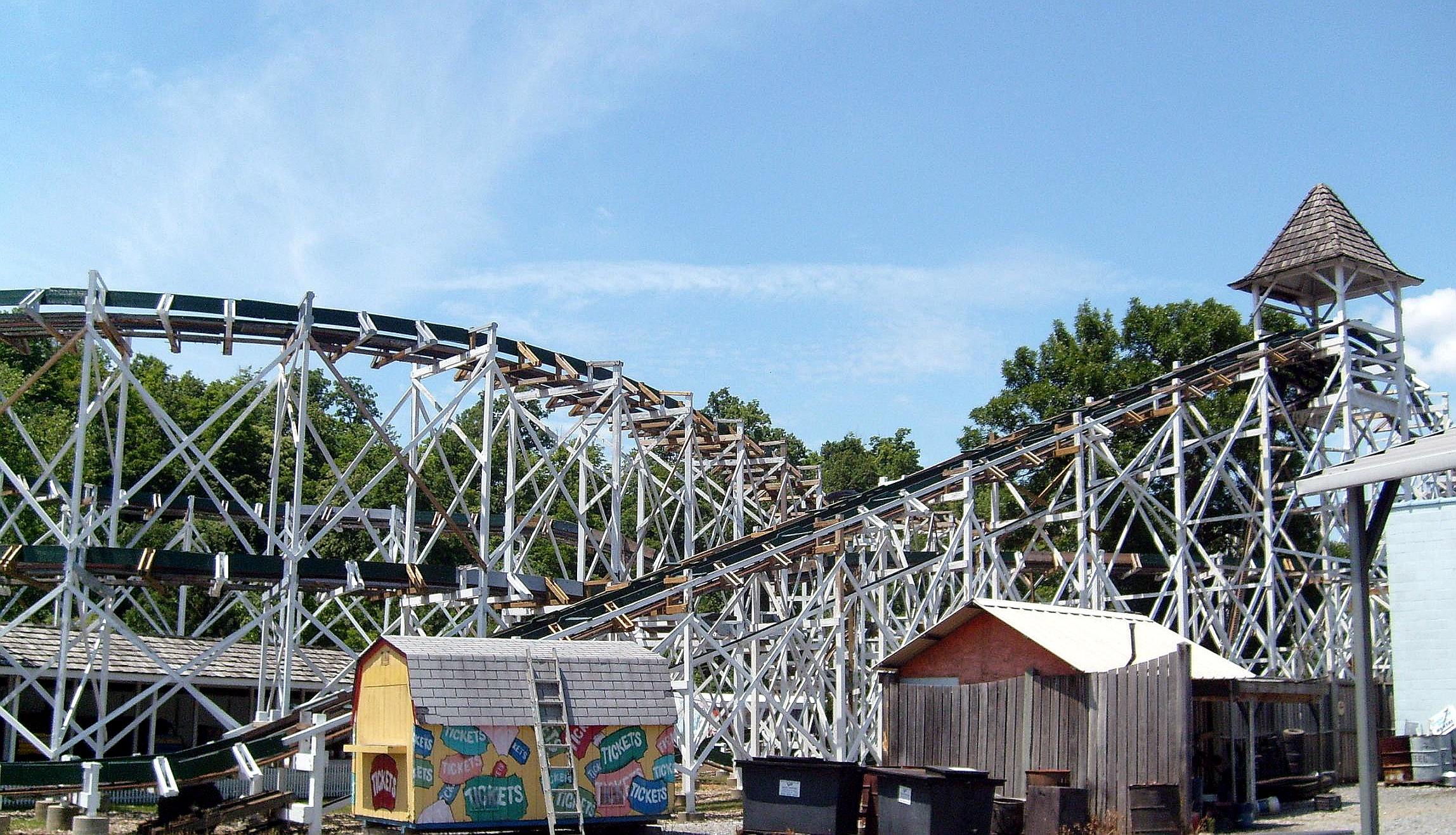
Leap The Dips à Lakemont Park.

Cette forme de parcours est l'une des premières à avoir été utilisée avec le Out & Back.
Un des premiers modèles de ce type fut Leap The Dips à Lakemont Park en Pennsylvanie.